# Rafael Grossi

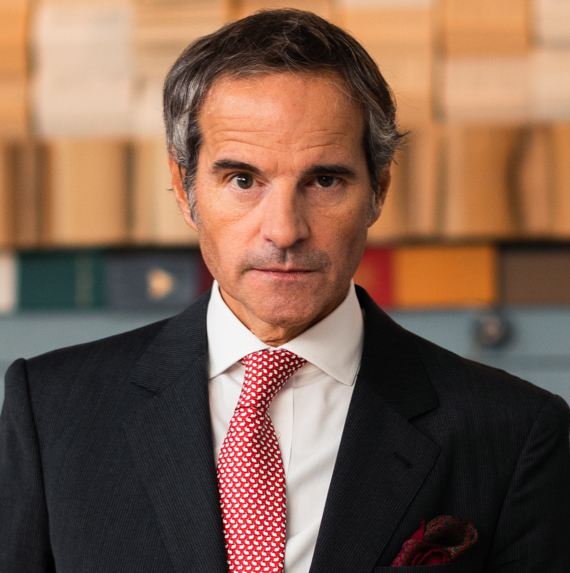
Grossi em 2020.

Rafael Mariano Grossi (nascido em 29 de janeiro de 1961) é um diplomata argentino. Ele atua como Diretor Geral da Agência Internacional de Energia Atômica desde 3 de dezembro de 2019. Ele foi anteriormente o embaixador argentino na Áustria, Eslovênia, Eslováquia e organizações internacionais com sede em Viena (2013-2019).

## Biografia

### Primeiros anos de vida e estudos
Em 1983 ele se formou na Pontifícia Universidade Católica da Argentina com bacharelado em Ciências Políticas, e em 1985 Grossi ingressou no serviço estrangeiro argentino. Em 1997, ele se formou na Universidade de Genebra e no Instituto de Pós-Graduação em Estudos Internacionais com mestrado e doutorado em Relações Internacionais, História e Política Internacional.

## Carreira

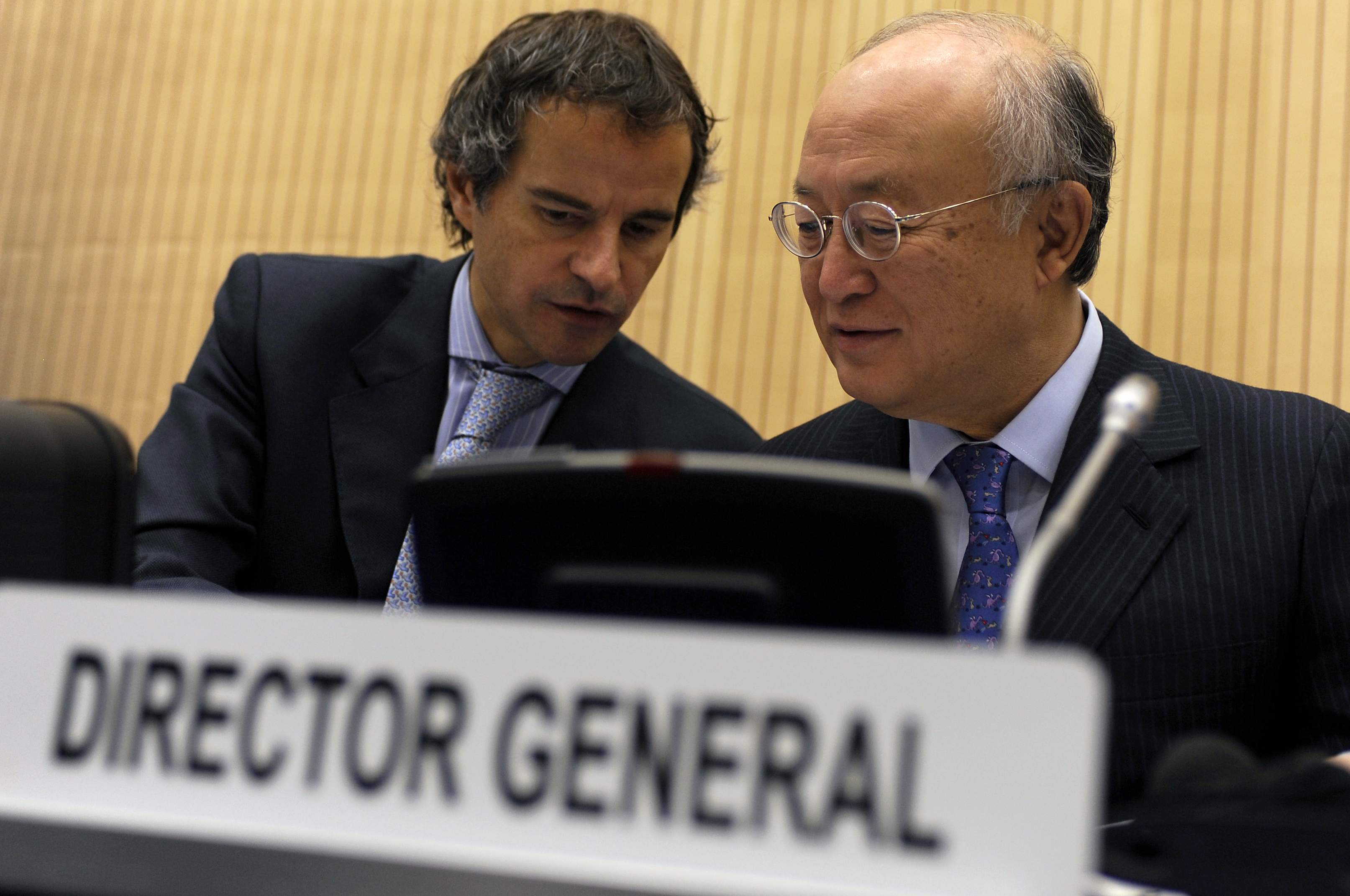
Grossi ao lado de Yukiya Amano em 2011.

Grossi começou a trabalhar na política nuclear durante uma colaboração entre o serviço exterior argentino e o INVAP. Entre 1997 e 2000 foi Presidente do Grupo de Peritos Governamentais das Nações Unidas sobre o Registo Internacional de Armas, e mais tarde tornou-se conselheiro do Secretário-Geral Adjunto das Nações Unidas sobre desarmamento.
De 2002 a 2007 foi Chefe de Gabinete da Agência Internacional de Energia Atômica e da Organização para a Proibição de Armas Químicas. Enquanto trabalhava para as Nações Unidas, Grossi visitou as instalações nucleares da Coreia do Norte e participou de várias reuniões com representantes do Irã para chegar a um acordo para congelar seu programa nuclear.
Durante seu trabalho no serviço exterior argentino, foi Diretor Geral de Coordenação Política do Ministério das Relações Exteriores e Culto, Embaixador na Bélgica e representante argentino no Escritório das Nações Unidas em Genebra. Entre 2010 e 2013 atuou como Diretor Geral Adjunto da Agência Internacional de Energia Atômica, e que no ano passado, a Presidente Cristina Fernández de Kirchner o designou como Embaixador na Áustria e em Organizações Internacionais com sede em Viena, concomitantemente também na Eslováquia e Eslovênia.
Em setembro de 2015, o governo argentino anunciou a nomeação de Grossi como candidato a Diretor Geral da AIEA, com o apoio de outros países da América Latina e do Caribe. Em 2016, no entanto, o governo de Mauricio Macri retirou seu apoio para promover a candidatura de Susana Malcorra como Secretária Geral da ONU. Em 2016, foi Presidente do Grupo de Fornecedores Nucleares.
Em 2017, o presidente Macri anunciou que nomearia Grossi para a presidência da Conferência de Revisão do Tratado de Não Proliferação de Armas Nucleares a ser realizada em 2020.

### Contribuição para a busca da ARASan Juan

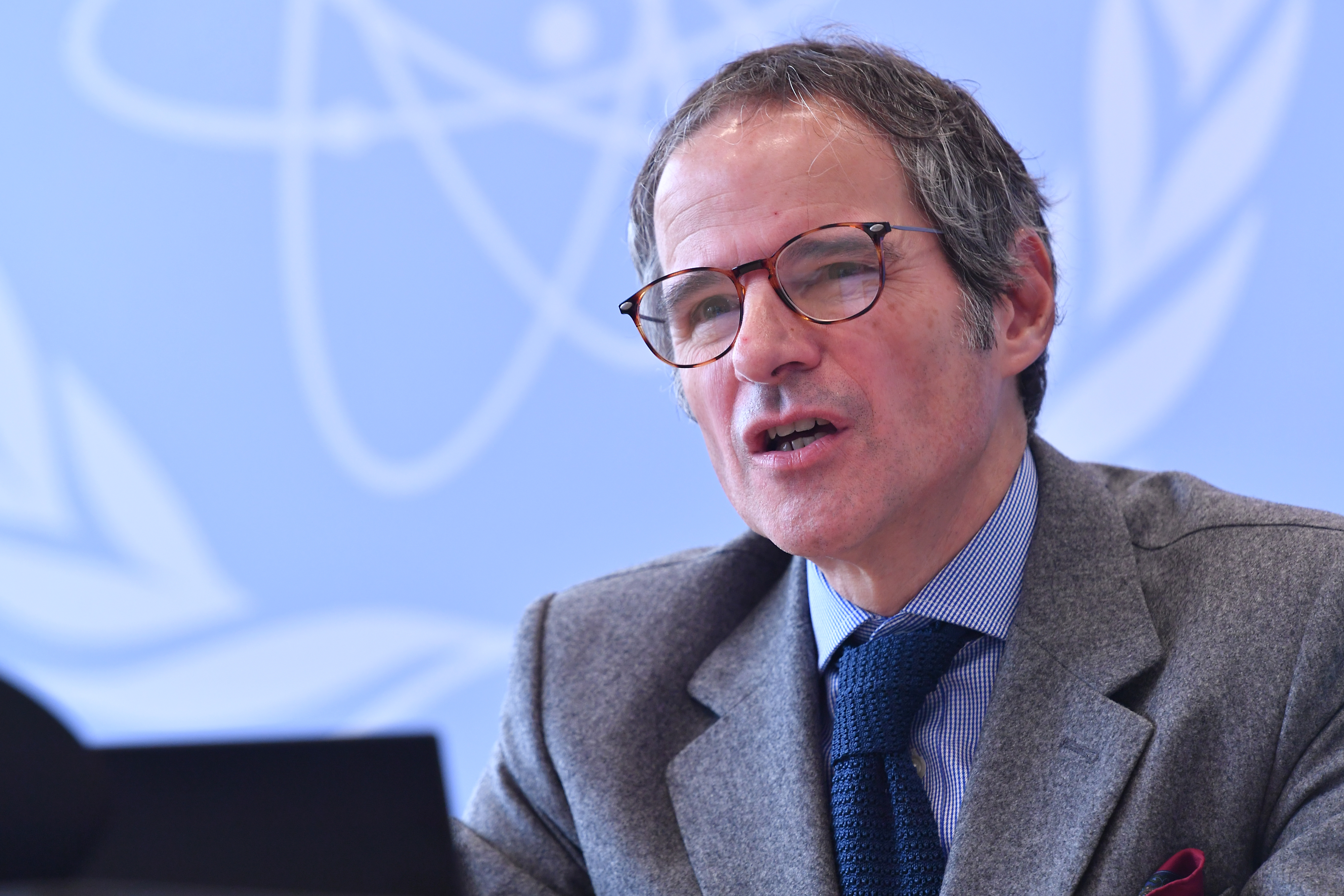
Rafael Grossi em 2021

Em novembro de 2017, após o desaparecimento da ARA <i id="mwTQ">San Juan</i>, Grossi teve a ideia de revisar os registros das estações hidroacústicas da Organização do Tratado de Proibição Completa de Testes Nucleares (CTBTO) como alternativa para obter pistas sobre o que aconteceu com o submarino. Ele entrou em contato com Lassina Zerbo, Secretária Executiva do CTBTO, e o convenceu a fazer tais revisões. Seus esforços valeram a pena: a agência posteriormente informou sobre "um evento de impulso subaquático" ocorrido perto da última posição conhecida do submarino pelos postos de escuta na Ilha da Ascensão e nas Ilhas Crozet em 46° 07′ S, 59° 41′ O  Os restos do malfadado navio foram encontrados um ano depois, a cerca de vinte quilômetros da posição estimada com base nos registros citados.

### Diretor Geral da AIEA
Em 2 de agosto de 2019, Grossi foi apresentado como candidato argentino a Diretor Geral da AIEA. Em 28 de outubro de 2019, o Conselho de Governadores da AIEA realizou sua primeira votação para eleger o novo Diretor-Geral, mas nenhum dos candidatos obteve a maioria de dois terços no Conselho de Governadores da AIEA de 35 membros que precisava ser eleito. No dia seguinte, 29 de outubro, realizou-se o segundo turno de votação, e Grossi ganhou 24 dos 23 votos necessários para a nomeação do diretor-geral, tornando-se o primeiro latino-americano a chefiar a organização. Ele assumiu o cargo em 3 de dezembro de 2019.

## Publicações
- Penúltima alianza: el proceso de expansión de la OTAN y el nuevo mapa de la seguridad internacional[14]. Buenos Aires: Grupo Editor Latino americano (1999).
- Kosovo, los límites del intervencionismo humanitario[15]. Buenos Aires: Editorial Nuevohacer (2000).